# Angela Sadar
Angela Sadar, slovenska učiteljica, gledališka igralka, režiserka in organizatorka, * 30. maj 1897, Divača, † 1992.

## Življenje in delo
Rodila se je v družini češkega železniškega uslužbenca 1897 v Divači (ne 1892 v Sežani kot navajajo nekateri drugi viri, npr. Slovenski gledališki list) Osnovno šolo je končala v rojstnem kraju, nato obiskovala učiteljišče v Gorici in ga končala v Ljubljani. Po končanem šolanju je učila na osnovni šoli v Celju, ko je leta 1918 kot begunka s starši s Primorske pribežala v Celje. Kot učiteljica se je vključila šolsko delo, posvetila pa se je tudi gledališkemu življenju celjskem Dramatičnem društvu. V letih 1920/1921 je obiskovala enoletni dramski tečaj pri bratih Milanu in Vladimirju Skrbinšku in začela nastopati v raznih dramskih vlogah. Vmes je od jeseni 1943 po kapitulaciji fašizma v Italiji dve leti delovala na Primorskem. V Sežani je poučevala v partizanski osnovni šoli ter prirejala mladinske deklamacije. Po osvoboditvi se je vrnila v Celje in nadaljevala gledališko delo na celjskem Ljudskem odru. Leta 1952 je slavila 30-letnico igranja v vlogi Martinaške v dramatizirani ljudski povesti Mlinarjev Janez (avtor Ferdo Kočevar, dramatiziral Jože Tomažič). Med obema svetovnima vojnama je režirala dramske nastope celjskih gimnazijcev, režirala pa je tudi otroške in mladinske igre, v katerih je sama nastopala v vlogah »dobrih mater« ali kraljic.